# John Y. Brown
Pour les articles homonymes, voir Brown.
John Young Brown, né le 28 juin 1835 dans le comté de Hardin et mort le 11 janvier 1904 à Henderson, est un homme politique américain. Il est le 31e gouverneur du Kentucky (1891-1895).